# Saison 2 d'Umbrella Academy
 (août 2020).
Si vous disposez d'ouvrages ou d'articles de référence ou si vous connaissez des sites web de qualité traitant du thème abordé ici, merci de compléter l'article en donnant les références utiles à sa vérifiabilité et en les liant à la section « Notes et références ».
Chronologie
Saison 1 Saison 3
Cet article présente le guide des épisodes de la deuxième saison de la série télévisée américaine Umbrella Academy publiée le 31 juillet 2020 sur Netflix.

## Distribution

### Acteurs principaux
- Elliot Page (VF : Jessica Monceau) : Vanya Hargreeves (« Numéro 7 »)
- Tom Hopper (VF : Bertrand Nadler) : Luther Hargreeves (« Numéro 1 »)
- David Castañeda (VF : Stéphane Fourreau) : Diego Hargreeves (« Numéro 2 »)
- Emmy Raver-Lampman (VF : Flora Brunier) : Allison Hargreeves (« Numéro 3 »)
- Robert Sheehan (VF : Donald Reignoux) : Klaus Hargreeves (« Numéro 4 »)
- Aidan Gallagher (VF : Benjamin Bollen) : Cinq Hargreeves (« Numéro 5 »)
- Justin H. Min (VF : Julien Crampon) : Ben Hargreeves (« Numéro 6 »)
- Ritu Arya (VF : Sandra Valentin) : Lila Pitts
- Yusuf Gatewood (VF : Franck Sportis) : Raymond Chestnut
- Marin Ireland (VF : Ingrid Donnadieu) : Sissy Cooper
- Adam Godley (VF : Yann Guillemot) : Phinneus Pogo
- Kate Walsh (VF : Marie-Ève Dufresne) : « La gestionnaire » / La directrice de La Commission
- Colm Feore (VF : Frédéric Cerdal) : Sir Reginald Hargreeves / « The Monocle »

### Acteurs récurrents et invités
- Jordan Claire Robbins (VF : Jessie Lambotte) : Grace Hargreeves / Maman
- Kevin Rankin (VF : Julien Sibre) : Elliott
- Justin Paul Kelly : Harlan Cooper
- John Kapelos (VF : Lionel Tua) : Jack Ruby
- Calem MacDonald (VF : Romain Altché) : Dave (jeune)
- Kris Holden-Ried : Axel
- Ken Hall (VF : Guy Vouillot) : Herb
- Patrice Goodman (VF : Virginie Gritten) : Dot
- Jason Bryden : Otto
- Tom Sinclair : Oscar
- Stephen Bogaert (VF : Yann Guillemot) : Carl Cooper
- Dov Tiefenbach (en) (VF : Vincent De Bouard) : Keechie
- Robin Atkin Downes : AJ Carmichael, le nouveau directeur de La Commission
- T.J. McGibbon (VF : Élodie Menant) : Vanya Hargreeves (enfant)
- Cameron Brodeur (VF : Enzo Ratsito) : Luther Hargreeves (enfant)
- Blake Talabis (VF : Oscar Douieb) : Diego Hargreeves (enfant)
- Eden Cupid (VF : Fanny Bloc) : Allison Hargreeves (enfant)
- Dante Albidone (VF : Yohann Lévy) : Klaus Hargreeves (enfant)
- Ethan Hwang (VF : Julien Crampon) : Ben Hargreeves (enfant)
- Cameron Britton (VF : Frédéric Souterelle) : Hazel

## Liste des épisodes

### Épisode 1:Retour à la case départ
- Kayla Dumont
- Christian Lloyd : Kyle
- Neil Bennett

### Épisode 2:Les Frankel
- JD Smith
- Christopher Cordell
- Robert Meynell

### Épisode 4:Les Douze Magnifiques
- Veronica Low
- Shiva Safari
- Kevin B Hartley
- Geet Arora

### Épisode 5:Valhalla
- Kevin B Hartley

### Épisode 6:Un dîner léger
- John Fray : Jerry Cooper
- Ryan Taerk

### Épisode 9:743
- Shiva Safari
- Kevin B Hartley
- Geet Arora

### Épisode 10:La Fin de quelque chose
- Molly Lewis